# Martinsbrunnen (Chur)

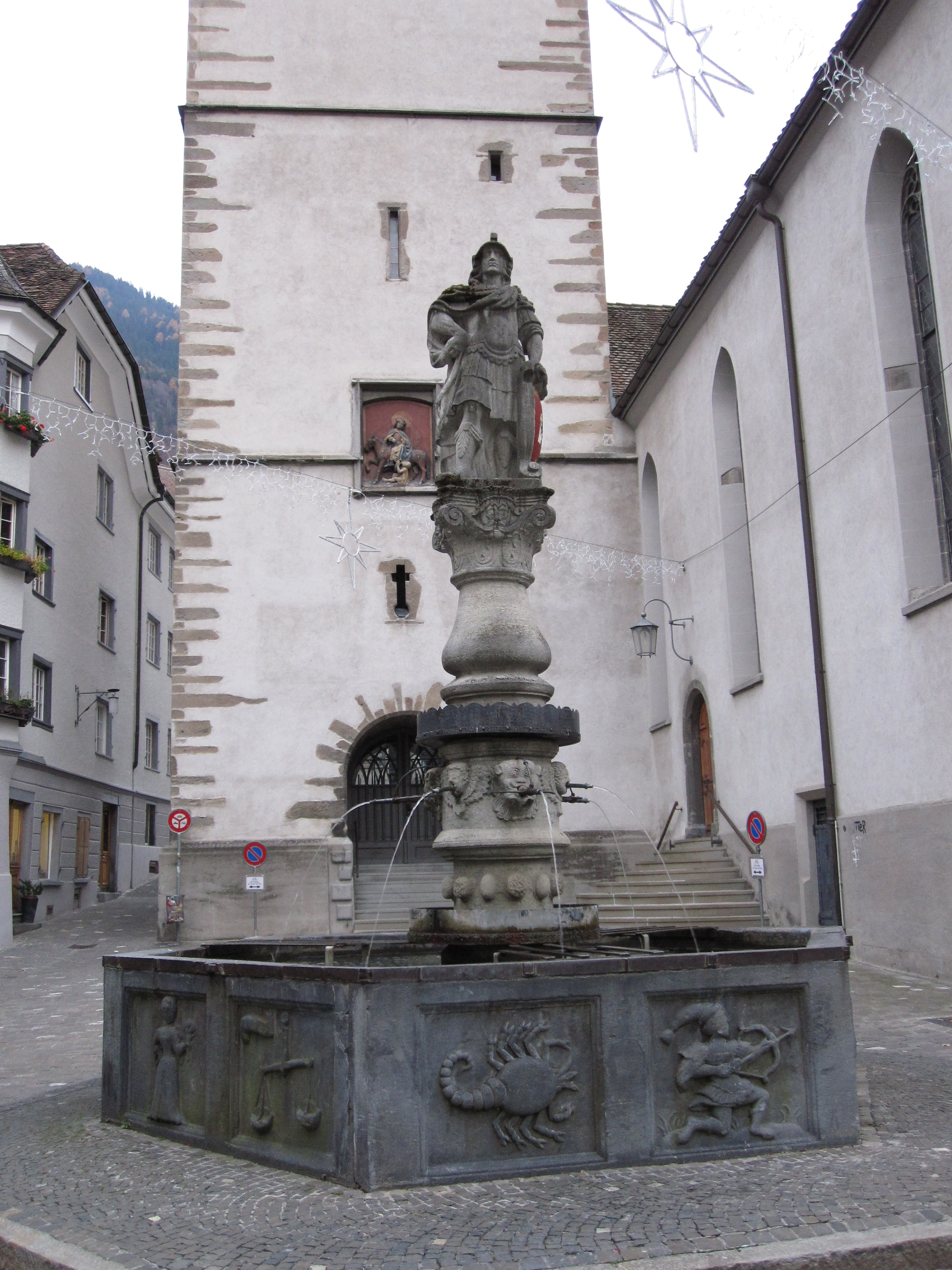
Der Martinsbrunnen in Chur

Der Martinsbrunnen in der Bündner Kantonshauptstadt Chur steht in der Altstadt auf dem Martinsplatz vor dem Turm der Martinskirche.

## Gestalt
Als einziger Churer Brunnen ist er mit einer Standfigur versehen, der des Martin von Tours als Rüstungsträger mit Churer Stadtwappen auf dem Schild. Die Felder des sechseckigen Brunnenbeckens sind mit Reliefs geschmückt, die jeweils Paare von Tierkreiszeichen zeigen.

## Geschichte
Ersturkundlich bezeugt ist der Brunnen 1556. 1716 erfolgte ein fast völliger Neubau aus Scalära-Stein. Die Jahreszahl 1716 ist bei der Gestalt des Widders angegeben, die zwischen den Ziffern eingravierten Initialen IW stehen für Johann Wankmüller, einen Steinmetz aus dem Allgäu. Bei der Waage findet sich die Angabe HLCBM für den Architekten Hans Luzi Cleric, BM für Baumeister.
Der Bildhauer Alexander Bianchi fertigte 1909/10 die Statue neu. Das Original, an das sich die Kopie eng anlehnt, steht im nur wenige hundert Meter entfernten Rätischen Museum.